# کوپرنیسیم

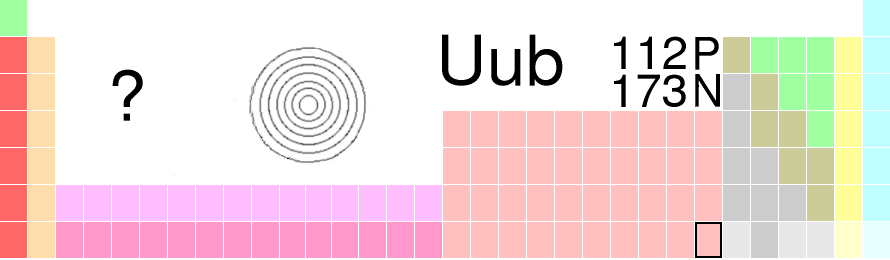
آن‌ان‌بیوم

کوپرنیسیم(به انگلیسی: Copernicium) (با نام موقت آن‌ان‌بیوم (به انگلیسی: Ununbium)) یک عنصر با عدد اتمی ۱۱۲ است که نماد اختصاری آن Cn می‌باشد
کوپرنیسیم از عناصر فوق‌سنگین است؛ و جزو گروه ۱۲ بوده و یکی از فلزات پس‌واسطه است.
این عنصر خصلت‌هایی شبیه جیوه از خود نشان می‌دهد یعنی احتمالاً در حالت معمولی مایع است.